# Conrebbersweg
Conrebbersweg ist ein Stadtteil von Emden, dessen Ursprünge in einer Arbeitersiedlung liegen, die in den frühen 1930er-Jahren entstand. Der Stadtteil wurde im Laufe der Jahrzehnte, besonders stark noch einmal in den 1950ern und in den 1990ern, ausgebaut. Benannt ist der Stadtteil nach einem alten Handelsweg, der im Mittelalter von der Küste bei Campen in der heutigen Gemeinde Krummhörn bis ins Innere Ostfrieslands führte.

## Lage
Conrebbersweg liegt im Nordwesten Emdens und grenzt im Norden an dessen Nachbargemeinde Hinte. Innerhalb der Stadt grenzt Conrebbersweg im Westen an Twixlum und im Südwesten an Larrelt. Diese Grenzen befinden sich jedoch mitten in der Feldmark der drei genannten Stadtteile. Südlich von Conrebbersweg (oder Conrebbi, so die oft verwendete Kurzform) liegt Constantia, getrennt durch das Larrelter Tief. Im Osten befindet sich Früchteburg, der einzige der vier Nachbarstadtteile, zu dem ein städtebaulicher Übergang besteht. Getrennt werden die beiden Stadtteile lediglich durch die hier einspurig verlaufende Bahnstrecke Rheine–Norddeich Mole nach Norden.

## Geschichte
Durch die Gemarkung führte im frühen Mittelalter der Conrebbersweg, ein alter Königs- und Handelsweg von der Knock an der Ems in die Mitte Ostfrieslands. Von der Knock über den (heutigen) Hof Doodshörn in Twixlum ging der Weg in geradem Verlauf in Richtung Emden. Die Strecke zwischen Doodshörn und Emden wurde für das Jahr 1832 von Fridrich Arends mit „1 1/4 Stunden Länge“ angegeben. Der Weg wurde wahlweise als Conrebbersweg oder Robodesweg bezeichnet, letzteres ein anderer Ausdruck für Radbodsweg, benannt nach dem legendären Friesenkönig Radbod.
Die Siedlung Conrebbersweg wurde in den Jahren der Weimarer Republik angelegt und erfuhr auch zur NS-Zeit noch Erweiterungen. Im Zuge des Bunkerbaus im Zweiten Weltkrieg entstand auch in Conrebbersweg an zentraler Stelle ein Bunker. Der Bau, von der Arbeitsgemeinschaft Schumacher/Meyer aus Leer und Emden angelegt, wurde 1942 fertiggestellt. Wie bei den anderen Bunkern im Emder Stadtgebiet wurden auch beim Bunker Conrebbersweg ausländische Fremd- und Zwangsarbeiter eingesetzt, hier aus Italien, Frankreich und Belgien. Der dreistöckige Bunker fasste 570 Personen.
Gemäß der vom Emder Stadtrat festgelegten Richtlinie, weitere wohnungsbauliche Entwicklungen möglichst innerhalb des Autobahnhalbringes um die Seehafenstadt zu realisieren, um damit in den Außenbereichen Flächen zu schonen, rückte die Siedlung Conrebbersweg in den 1990er-Jahren in den Blickpunkt der Bauplanung. Der Stadtteil, in dem seit dem Wachstum in den 1950er- und frühen 1960er-Jahren nur wenige Neubauvorhaben umgesetzt worden waren, erfuhr seither im Süden eine deutliche Erweiterung, wobei vereinzelt auch mehrgeschossige Bauten realisiert wurden.

## Wirtschaft
In Conrebbersweg gibt es keine Industrie- und nur sehr wenige Handwerksbetriebe. Ebenso sind nur wenige Einzelhändler vorhanden, was mit der Nähe zu vielen Einkaufsmöglichkeiten im nahe gelegenen Stadtteil Harsweg erklärt werden kann.

## Verkehr
Conrebbersweg besitzt im Nordwesten eine Auffahrt auf die Bundesautobahn 31. Die dortige Anschlussstelle heißt, obgleich sie auf Emder Boden liegt, Pewsum, benannt nach dem Hauptort von Emdens Nachbargemeinde Krummhörn. Die Beschilderung beinhaltet jedoch auch Emden-Conrebbersweg.
Der Stadtteil selbst wird durch den Straßenzug Franekerweg/Conrebbersweg erschlossen. Erstgenannter verläuft in Nord-Süd-Richtung und mündet in den in Ost-West-Richtung verlaufenden Conrebbersweg ein. Um den Stadtteil vom Durchgangsverkehr von der Autobahn in Richtung Innenstadt möglichst freizuhalten, gilt auch auf den Hauptstraßen Tempo 30, außerdem sind mehrere bauliche Maßnahmen zur Verkehrsberuhigung umgesetzt worden. In der Tat verzeichnet der jüngste Verkehrsentwicklungsplan von Anfang der 2000er-Jahre lediglich eine Verkehrsdichte von rund 2900 Kraftfahrzeugen täglich auf dem Conrebbersweg nahe der Autobahn und von mehr als 3100 Kraftfahrzeugen auf dem in Richtung Innenstadt führenden Franekerweg.
Im Busverkehr wird Conrebbersweg von der Linie 1 des Emder Stadtverkehrs (Hauptbahnhof-Conrebbersweg und zurück) stündlich erschlossen (Stand 2022).

## Sport und Vereinsleben
Conrebbersweg ist der Heimatstadtteil des Fußball-Clubs TuS Rot-Weiß Emden, der 1953 gegründet wurde – also in jener Zeit des Wiederaufbaus der im Krieg stark zerstörten Stadt, in der auch in Conrebbersweg viele neue Eigenheime gebaut wurden. Rot-Weiß kooperiert im Jugendbereich seit einigen Jahren mit Kickers Emden. Des Weiteren ist der Klootschieß- und Boßelverein “Good voran” Emden e. V. im Stadtteil beheimatet. Um die Belange der Einwohner kümmert sich u. a. die Siedlergemeinschaft Conrebbersweg, die in dem Stadtteil auch eine Geschichtswerkstatt betreibt.

## Einwohner
Conrebbersweg hat derzeit 2237 Einwohner (31. Dezember 2010).

## Kritik
Für die Erweiterung des Gebiets um 75 Hektar, rund einen Meter unter dem Meeresspiegel gelegen, wurde Emden 2021 vom NABU wegen der Zerstörung von „artenreiche[m] Feucht- und Nassgrünland mit fast flächendeckendem Schutzstatus“ mit dem Schmähpreis Dinosaurier des Jahres ausgezeichnet.